# Oleg Júkov
Oleg Júkov (en rus Олег Аркадьевич Жуков; 9 de febrer de 1976) va ser un ciclista rus, professional del 1999 al 2005. Especialista en la modalitat del contrarellotge, del seu palmarès destaquen el campionat nacional de l'especialitat, i un d'Europa en categoria sub-23.

## Palmarès
- 1998
  - Campió d'Europa en contrarellotge sub-23
  -  Campió de Rússia en contrarellotge
  - 1r al Gran Premi de les Nacions sub-23
  - 1r al Chrono des Herbiers sub-23
  - Vencedor d'una etapa al Tour de Loir i Cher
- 2003
  - 1r a la Cursa de la Solidaritat Olímpica
  - Vencedor d'una etapa a la Volta a Sèrbia